# Peter Goßens
Peter Goßens (* 24. März 1966 in Moers) ist ein deutscher Komparatist und Literaturwissenschaftler.

## Leben
Nach dem Abitur am Städtischen Gymnasium Thomaeum in Kempen studierte Goßens in Bonn und Pisa Komparatistik, Neuere Germanistik und Italianistik. 1998 wurde er in Bonn aufgrund einer Arbeit über Paul Celans Ungaretti-Übersetzung promoviert. Die Habilitation erfolgte 2011 in Bochum (Weltliteratur. Modelle transnationaler Literaturwahrnehmung im 19. Jahrhundert). Er arbeitete an den Ausstellungen „Fremde Nähe“. Paul Celan als Übersetzer (Deutsches Literaturarchiv, Marbach am Neckar 1997) und Displaced. Paul Celan in Wien (1947/1948) mit. Von 1998 bis 2004 war er wissenschaftlicher Assistent am Institut für Komparatistik der Westfälischen Wilhelms-Universität Münster. Seit 2006 ist er wissenschaftlicher Mitarbeiter (Akademischer Rat) in der Sektion Komparatistik der Ruhr-Universität Bochum. 2017 wurde er zum apl. Prof. für Allgemeine und Vergleichende Literaturwissenschaft an der Ruhr-Universität Bochum ernannt. Er ist Mitglied der Deutschen Gesellschaft für Allgemeine und Vergleichende Literaturwissenschaft (DGAVL).

## Schriften
Als Autor und Herausgeber
- Paul Celans Ungaretti-Übersetzung. Edition und Kommentar (= Neues Forum für Allgemeine und Vergleichende Literaturwissenschaft, 9). Carl Winter, Heidelberg 2000 (zugl. Univ.-Diss. Bonn 1998)
- „Fremde Nähe“. Paul Celan als Übersetzer. Eine Ausstellung des Deutschen Literaturarchivs in Verbindung mit dem Präsidialdepartement der Stadt Zürich im Schiller-Nationalmuseum Marbach am Neckar und im Strauhof Zürich. Ausstellung und Katalog: Axel Gellhaus und Rolf Bücher, Sabria Filali, Peter Goßens, Ute Harbusch, Thomas Heck, Christine Ivanovic, Andreas Lohr, Barbara Wiedemann unter Mitarbeit von Petra Plättner. Deutsches Literaturarchiv, Marbach am Neckar 1997 (Marbacher Kataloge, 50).
- „We do it to have fun together“. Samuel Beckett beim SDR in Stuttgart. Deutsches Literaturarchiv, Marbach am Neckar 2000 (Spuren 50).
- mit Markus G. Patka (Hrsg.): „Displaced“. Paul Celan in Wien 1947/1948. Suhrkamp, Frankfurt am Main 2001.
- „So etwas wie eine Bukowiner Dichterschule [...]“. Ernst Schönwieses Briefwechsel mit Dichtern aus der Bukowina (1947/1948). Rimbaud, Aachen 2011.
- [Übers.] Giuseppe Bevilacqua: Auf der Suche nach dem Atemkristall. Celan Studien (Dichtung und Sprache, Band 19). Aus dem Italienischen übersetzt von Peter Goßens und Marianne Schneider. Hanser, München 2004.
- Agglutinati all’oggi. Angefügt, nahtlos, ans heute. Paul Celan übersetzt Giuseppe Ungaretti. Handschriften. Erstdruck. Dokumente. Insel, Frankfurt am Main 2006.
- mit Markus May, Jürgen Lehmann (Hrsg.): Celan Handbuch. Leben – Werk – Wirkung. J.B. Metzler, Stuttgart und Weimar 2008, 2. Auflage 2012.
- „Bildung der Nation“. Zum Projekt einer „Weltliteratur in deutscher Sprache“. In: Wirkendes Wort, Jg. 59 (2009), H. 3, S. 423–442.
- Carl Ritter und die Weltliteratur. Zur Frühgeschichte des „spatial turn“. In: Michael Eggers (Hg.): Von Ähnlichkeiten und Unterschieden. Vergleich, Analogie und Klassifikation in Wissenschaft und Literatur (18./19. Jahrhundert). Winter, Heidelberg 2011, S. 91–120.
- Weltliteratur. Modelle transnationaler Literaturwahrnehmung im 19. Jahrhundert. J.B. Metzler, Stuttgart 2011.
- Arbeiten am Quellcode. Radikale Übersetzungen von Shakespeares Sonetten. In: Komparatistik. Jahrbuch der Deutschen Gesellschaft für Allgemeine und Vergleichende Literaturwissenschaft, ISSN 1432-5306, Jg. 2012 (2013), S. 119–135 (überarbeitete Fassung der Antrittsvorlesung Bochum, 23. November 2011).
- Photoalbum, Museum, Katalog. Narrative Modelle der neueren Erzählliteratur. In: Monika Schmitz-Emans, Christian A. Bachmann (Hrsg.): Bücher als Kunstwerke. Von der Literatur zum Künstlerbuch. Chr. A. Bachmann, Essen 2013, S. 173–200
- mit Monika Schmitz-Emans (Hrsg.): Weltliteratur aus der DDR. Relektüren. Chr. A. Bachmann, Berlin 2014 (forum texte & projekte, 5.2).
- mit Monika Schmitz-Emans (Hrsg.): Weltliteratur in der DDR. Debatten – Rezeption – Kulturpolitik. Chr. A. Bachmann, Berlin 2015 (forum texte & projekte, 5.1).
- Das Wetterleuchten der Weltliteratur. Eine Debatte um 1900. In: Monatshefte für deutschsprachige Literatur und Kultur, ISSN 0026-9271, Bd. 108 (2016), Nr. 3. (Sonderheft Measuring the ›World‹), S. 332–349.
- Ränder und Städte. Karl-Markus Gauß’ mitteleuropäische Recherchen. In: Andrej Corbea-Hoisie, Ion Lihaciu (Hrsg.): „Toposforschung (...) im Lichte der U-topie“. Literarische Erörterungen in/aus MittelOsteuropa. Editura Universitǎţii "Alexandru Ioan Cuza", Iaşi 2017, S. 123–137.
- „Herzwand um Herzwand“. Paul Celan und Nelly Sachs als „Zeugen“ in Anne Michaels und Bernice Eisensteins „Correspondences“. In: Hans-Michael Speier (Hrsg.): Celan-Jahrbuch, Jg. 10 (2018), S. 295–319.
- Paul Celans Gedichte – ediert und kommentiert. Anläßlich der ‚Neuen kommentierten Gesamtausgabe‘ (2018). In: Bernd Auerochs; Friederike Felicitas Günther; Markus May (Hg.): Celan-Perspektiven 2019. Heidelberg: Winter, 2019, S. 179–199.